# Monilaria
Monilaria ist eine Pflanzengattung aus der Familie der Mittagsblumengewächse (Aizoaceae). Der botanische Name der Gattung leitet sich vom lateinischen Wort monile für „Perlenschnur“ ab.

## Beschreibung
Die Arten der Gattung Monilaria wachsen als spärlich verzweigte, laubabwerfende Sträucher mit einer Wuchshöhe von bis zu 20 Zentimetern. Ihre kurzen, verdickten Internodien erreichen Durchmesser von 10 bis 20 Millimeter. Das erste Blattpaar des Jahres ist vollständig miteinander verwachsen, mehr oder weniger halbkugelförmig, besitzt eine kleine Spitze an der Unterseite leicht gekielt und bildet einen nahezu kugelförmigen Körper von bis zu 10 Millimetern. Das zweite Blattpaar ist etwa 10 Zentimeter lang und 3 bis 5 Millimeter breit. Es ist oben abgeflacht und nur auf etwa einem Zehntel der Länge miteinander verwachsen. Die Epidermis enthält verschiedenartig geformte und verschieden große Blasenzellen.
Die einzelnen, gestielten, endständigen Blüten erscheinen aus dem zweiten Blattpaar. Ihr papillöser Blütenstiel ist bis zu 10 Zentimeter lang. Es sind 5 spiralförmig angeordnete Kelchblätter vorhanden. Die Kronblätter und die fadenförmigen Staminodien sind weiß, lachsfarben, rosa-pinkfarben oder purpur-rot.
Die Kapselfrüchte sind 5 (selten 6)-fächrig. Ihre Quellleisten  sind auseinanderlaufend, die  Flügeldecken sind breit. Verschlusskörper fehlen. Sie enthalten eiförmige, glatte Samen.
Die Chromosomenzahl ist 2n = 18, 36.

## Systematik und Verbreitung
Das Verbreitungsgebiet der Gattung Monilaria reicht vom Namaqualand in der südafrikanischen Provinz Nordkap bis zu den Orten Vanrhynsdorp und Vredendal in der Provinz Westkap. Die Pflanzen wachsen auf quarzbedeckten Ebenen. Die jährliche Niederschlagsmenge liegt unter 200 Millimeter, wobei der Hauptanteil im Winter fällt.
Die Erstbeschreibung wurde 1929 von Gustav Schwantes veröffentlicht. Der Holotypus ist Monilaria chrysoleuca. Nach  Hans-Dieter Ihlenfeldt (2017) umfasst die Gattung Monilaria folgende Arten:
- Monilaria chrysoleuca (Schltr.) Schwantes
- Monilaria moniliformis (Thunb.) Ihlenf. & S.Jorgensen
- Monilaria obconica Ihlenf. & S.Jorgensen
- Monilaria pisiformis (Haw.) Schwantes
- Monilaria scutata (L.Bolus) Schwantes
  - Monilaria scutata subsp. scutata
  - Monilaria scutata subsp. obovata Ihlenf. & S.Jorgensen

## Nachweise

## Weiterführende Literatur
- H.-D. Ihlenfeld, S. Jörgensen: Morphologie und Taxonomie der Gattung Monilaria (Schwantes) Schwantes s. str. (Mesembryanthemaceae). In: Mitteilungen aus dem Institut für Allgemeine Botanik Hamburg. Band 14, S. 49–94, Hamburg 1973